# Ле-Валь-д’Азе
Ле-Валь-д’Азе (фр. Le Val d'Hazey) — новая коммуна на севере Франции, регион Нормандия, департамент Эр, округ Лез-Андели, кантон Гайон. Расположена в 28 км к северо-востоку от Эврё и в 48 км к юго-востоку от Руана, в 5 км от автомагистрали А13 «Нормандия», на берегу реки Сена. В 3 км к востоку от центра коммуны находится железнодорожная станция Гайон-Обвуа линии Париж-Гавр. 
Население (2018) — 5 451 человек.

## История
Коммуна образована 1 января 2016 года путем слияния трех коммун: 
- Вьё-Вилле
- Обвуа
- Сент-Барб-сюр-Гайон

Центром коммуны является Обвуа. От этого же города к новой коммуне перешли почтовый индекс и код INSEE. На картах в качестве координат Ле-Валь-д’Азе указываются координаты Обвуа.

## Экономика
Структура занятости населения:
- сельское хозяйство — 0,0 %
- промышленность — 21,4 %
- строительство — 6,1 %
- торговля, транспорт и сфера услуг — 54,1 %
- государственные и муниципальные службы — 18,4 %

Уровень безработицы (2014) — 15,4 % (Франция в целом —  13,5 %, департамент Эр — 13,7 %). 

Среднегодовой доход на 1 человека, евро (2014) — 19 068 (Франция в целом — 20 150, департамент Эр — 20 445).

## Администрация
Пост мэра Ле-Валь-д’Азе с 2020 года занимает Филипп Колла (Philippe Collas). На муниципальных выборах 2020 года возглавляемый им правый список победил в 1-м туре, получив 76,54 % голосов.
| Период | Период | Фамилия      | Партия        | Примечания                  |
| ------ | ------ | ------------ | ------------- | --------------------------- |
| 2016   | 2020   | Мишель Пюшё  | Разные левые  | пенсионер, бывший мэр Обвуа |
| 2020   |        | Филипп Колла | Разные правые |                             |